# Nóvaia Uralka
Nóvaia Uralka (en rus: Новая Уралка) és un poble de Baixkíria, a Rússia, que en el cens del 2010 tenia 232 habitants. Pertany al districte de Iermolàievo.